# 사군자 (식물)

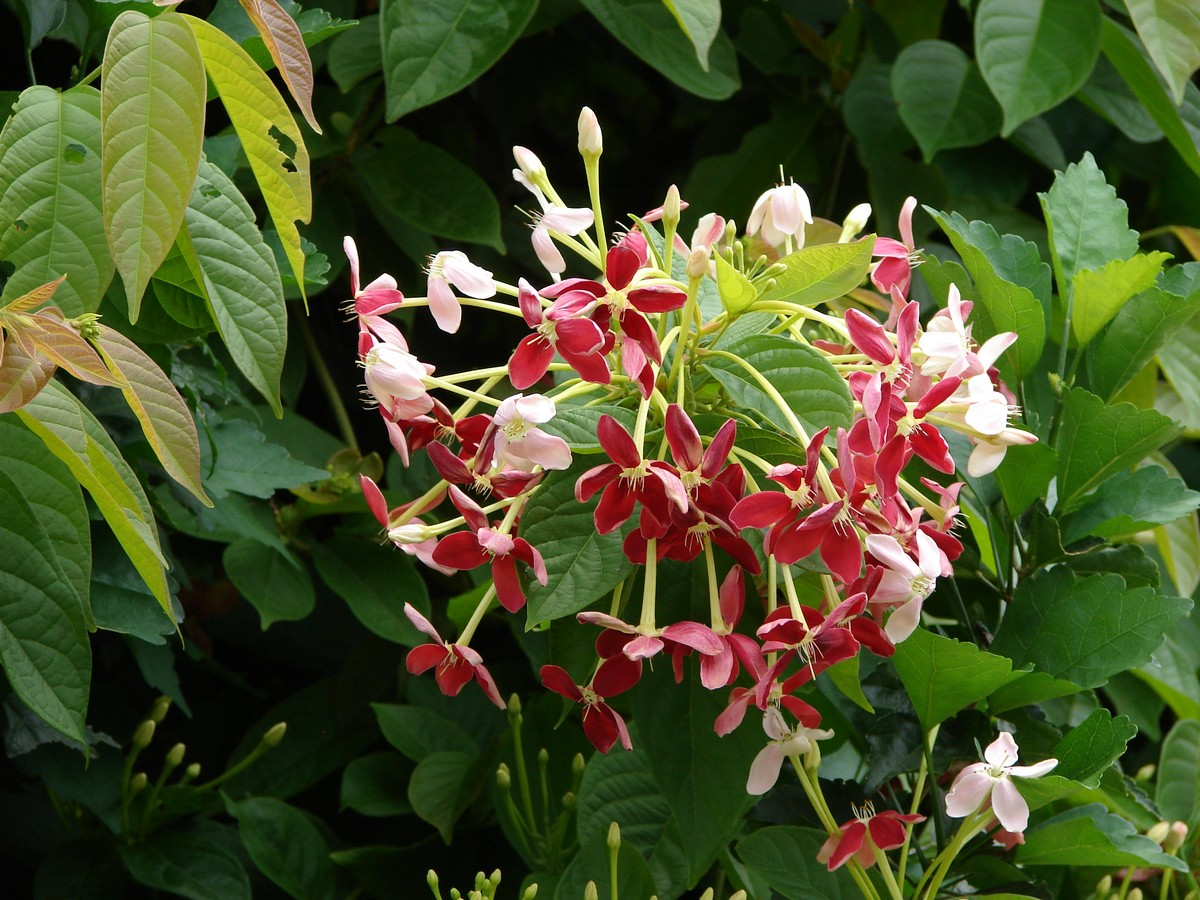
Quisqualis indica / 사군자(使君子)

사군자(使君子)는 사군자과에 속하는 덩굴나무이다. 줄기의 길이 7m 가량이다. 잎은 마주나고 달걀 모양 또는 긴 길둥근 모양으로 길이는 7~12cm이다. 여름에서 가을에 걸쳐 흰 다섯잎 꽃이 줄기 끝의 잎겨드랑이에서 이삭 모양으로 피며, 후에 붉은색으로 변한다. 열매는 길이 3cm 가량의 원뿔 모양이며 검은색으로 익는다. 동남 아시아 원산인데, 꽃이 아주 아름답고 향기가 좋아 각국에서 재배한다. 열매는 니코틴 중독의 중화제, 회충 구제, 소아 감질, 살충제 등으로 쓰인다.  천군자(川君子)로도 불린다.

## 한방에서의 사용
한방에서는 열매를 한약재로 사용하는데 동의보감  탕액편에  사군자 항목이있다.